# Charlie Babcock
Pour les articles homonymes, voir Babcock.
Charles William Babcock dit Charlie Babcock est un acteur américain. Il est né en mai 1979 à Grosse Pointe dans le Michigan.

## Biographie
Babcock a joué dans de nombreuses productions télévisées, qui incluent un rôle récurrent au début de la saison 2 de Desperate Housewives où il joua le rôle d'un secrétaire de la société Parcher & Murphy, le lieu de travail de Lynette Scavo. Ses autres apparitions à la télévisées incluent également Touche pas à mes filles et Cold Case : Affaires classées.

## Filmographie

### Cinéma
- 2002 : Les Lois de l'attraction (The Rules of Attraction)
- 2004 : Spoonaur
- 2005 : The Good Humor Man
- 2005 : RewinD

### Télévision
- 2003 : Touche pas à mes filles (8 Simple Rules... for Dating My Teenage Daughter)
- 2005 : Cold Case : Affaires classées (Cold Case)
- 2005 et 2008 : Desperate Housewives